# Бейкер, Колин (футболист)
Колин Уолтер Бейкер (англ. Colin Walter Baker; 18 декабря 1934, Кардифф — 11 апреля 2021) — валлийский футболист, полузащитник. Известен по выступлениям за клуб «Кардифф Сити» и национальную сборную Уэльса.

## Клубная карьера
Во взрослом футболе дебютировал в 1953 году выступлениями за команду клуба «Кардифф Сити», цвета которого защищал на протяжении всей своей карьеры, которая длилась четырнадцать лет. Большинство времени, проведённого в составе «Кардифф Сити», был основным игроком команды.

## Выступления за сборную
В 1958 году дебютировал в официальных матчах в составе национальной сборной Уэльса. В течение карьеры в национальной команде, которая длилась 4 года, провёл в форме главной команды страны лишь 7 матчей. В составе сборной был участником чемпионата мира 1958 года в Швеции.